# Hada deliciosa
Hada deliciosa är en fjärilsart som beskrevs av Alphéraky 1892. Hada deliciosa ingår i släktet Hada och familjen nattflyn. Inga underarter finns listade i Catalogue of Life.